# Dreamer (JUJUの曲)
「Dreamer」（ドリーマー）は、JUJUの23枚目のシングル。2013年2月27日にソニー・ミュージックアソシエイテッドレコーズから発売された。

## 概要
表題曲「Dreamer」は日本テレビ系ドラマ『Woman On The Planet』主題歌に起用。カップリングには、恒例のカバー企画としてクリスティーナ・アギレラの「Beautiful」、さらに自身初の日本武道館公演となった「ジュジュ苑」全国ツアーより、AI「STORY」のカバーと「やさしさで溢れるように」のライブ音源を収録。

## 収録曲
1. Dreamer (4:50)
作詞・作曲：高木洋一郎/編曲：島田昌典
2. Beautiful (4:34)
作詞・作曲：リンダ・ペリー/編曲：松浦晃久
クリスティーナ・アギレラのカバー
3. Story -Live Ver.- (2012.10.10/ジュジュ苑@日本武道館) (5:05)
作詞：AI/作曲：2 SOUL
AIのカバー
4. やさしさで溢れるように -Live Ver.- (2012.10.10/ジュジュ苑@日本武道館)
作詞：小倉しんこう、亀田誠治/作曲：小倉しんこう